# Brdo (Čajniče, BiH)
Brdo je naseljeno mjesto u općini Čajniču, Republika Srpska, BiH. Nalazi se između rječica Slatine, Batovke i rječice koja se ulijeva u Janjinu. Smješteno je na 823 metra nadmorske visine.
Ovo naselje nije isto što i naselje Brdo kod Čajniča, koje je kod Čajniča, a ovom je bliže naselje Miljeno koje je dostavna pošta. Brdo kod Čajniča i Brdo odvojeno su popisani na popisima 1961., 1971. i 1981. godine.

## Stanovništvo
| Narod     | Popis 1961. | Popis 1971. | Popis 1981. |
| --------- | ----------- | ----------- | ----------- |
| Hrvati    |             |             |             |
| Muslimani | 3           |             |             |
| Srbi      | 71          | 65          | 55          |
| ostali    |             |             |             |
| Ukupno    | 74          | 65          | 55          |